# Холмове
Холмове́ (до 1945 року — Джага-Шейх-Елі́; крим. Cağa Şeyh Eli) — село Курманського району Автономної Республіки Крим.
Відстань від райцентру до населеного пункта становить 20 кілометрів по прямій.